# Prionyx xanthabdominalis
Prionyx xanthabdominalis är en biart som beskrevs av Li och Yang 1995. Prionyx xanthabdominalis ingår i släktet Prionyx och familjen grävsteklar. Inga underarter finns listade i Catalogue of Life.